# 伊拉蘇火山國家公園

伊拉蘇火山國家公園是哥斯達黎加的國家公園，位於該國中部，由卡塔戈省負責管轄，面積20平方公里，成立於1955年8月9日，最高點海拔高度3,432米。

## 外部連結
- Irazú Volcano National Park （页面存档备份，存于） at Costa Rica National Parks